# ミンミン (楽器)
ミンミンは、2005年にアマチュアウクレレ奏者の川合ケンが考案し、楽器輸入卸業のHOSCO（有限会社細川、現株式会社ホスコ）と共同開発をした3弦ギター。ギターと三線の特徴を併せ持ち、ギターのコードを指一本で押さえられる。スティック・ダルシマーやストラムスティック・BEGINの一五一会をヒントに制作された。
基本的なチューニングはCチューニング(3弦からC,G,C)で、弾きやすいキーはC、F、Cm、Am、Fm。また、DチューニングやBチューニング、ウクレレチューニングも可能である。
演奏方法はギターと同様にピックを使って行い、ストラップを使い肩から提げる形をとる。全長770mm、重量は470gと軽量で、厚さも3cm程度であり、子どもや高齢者など誰にでも扱い易い楽器とされている。小さいながらも、倍音豊かな独特のサウンドは、かなりの音量が出る。
2024年5月、HOSCOでの取り扱い終了、廃番になる。
翌2025年2月、川合ケン自ら「ミンミン復活プロジェクト」として、応募者全員が入手できるAll in 方式でのクラウドファンディングを実施。目標額100万円のところ、1,310,250円で目標達成。次回開催は現時点では未定だが、プロジェクトページに「もう一度プロジェクトをやってほしい」ボタンがある。また、川合ケン自身も復活プロジェクト時にnoteを開設、クラファン前後に新聞やラジオ等メディアに露出してミンミン普及を訴えており、今後も意欲的な活動が期待できる。
廃番前の価格は2万5千円程度と比較的安価だが、一五一会ほど知名度が高くないため、普及はしていない。間伐集成材を用いた「ミンミン-ECO（エコ）」とその組立キット、また同コンセプトの「ミンミン-ECOウクレレ」とその組立キットなどのバリエーションもある。
2025年2月のクラウドファンディングでは、通常のミンミンの他、小型で１オクターブ高いチューニングの「ミンミン・ミニ」もリターンで選択できた。
普及していない理由のひとつに楽譜や教則本がほぼ存在しないことがあったが、2021年頃からミンミンプレーヤーのFunkTheMinminにより、ブログや楽譜販売サイトPiascoreに資料が掲載されはじめた。
2025年のクラウドファンディング時に、川合ケンもサポート体制として「・レッスン動画をYouTubeなどで定期的に配信して参ります。・noteを利用してコラムや楽譜、音源を配信致します。」と記載している。
ゴンチチのチチ松村が愛用している。
ミンミンという名称は「みんなの民族楽器」の略。